# ضوء الملاحة

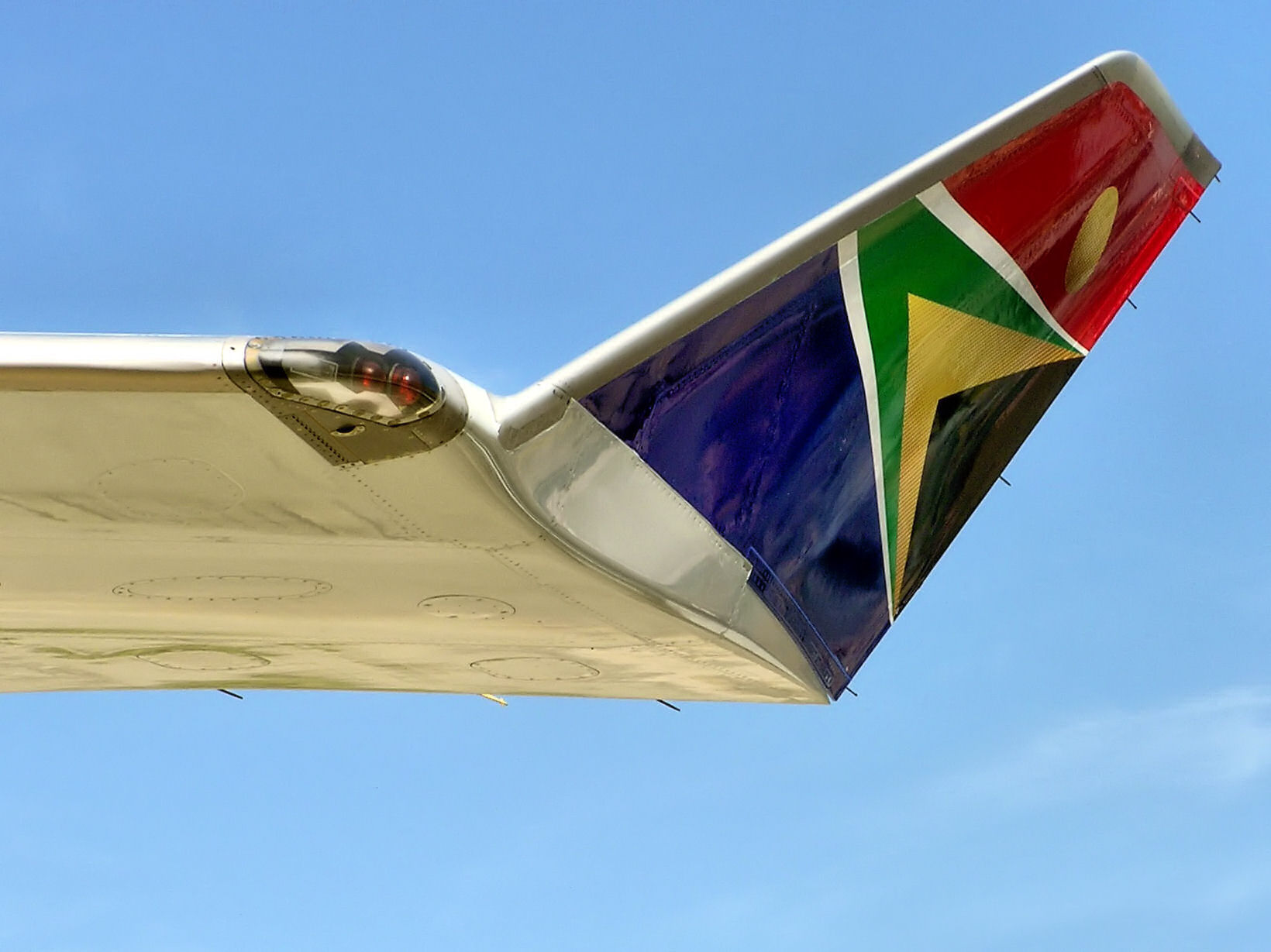
جُنيح وضوء ملاحة أحمر على الجناح الأيسر (الشمال) لطائرة تابعة لخطوط جنوب إفريقيا الجويّة من طراز بوينغ 400-747

ضوء الملاحة هو عبارة عن مصدر ملون للإضاءة على مركب مائي أو مركبة جوية، ويُستخدم للإشارة إلى موقِع المركَبة واتجاهها ومركزها. وعادةً ما يكون تعيين المكان الملائم لهذه الأضواء بتفويضٍ من الاتفاقيات الدولية أو السلطات المدنية،
وتتضمن أنظمة إضاءة المِلاحة:
- أضواء حق المرور - ضوء أحمر يتم تركيبه على الجانب الأيسر من الطائرة بينما يوضع ضوء أخضر على الجانب الأيمن أو مَيمنَة الطائرة. وفي حالة تَقاطُع طريق مركبتين جويتين أو بحريتين، تُساعد هذه الأضواء طاقَم كل مركبة على تحديد اتجاه المركبة الأخرى ومن لديه حق المرور. فعندما يتقاطَع مسارا المركبتين، تستطيع كل مركبة رؤية ضوء أخضر أو أحمر. فالمركبة التي تكون على يسار المركبة الأخرى، والتي يجب عليها أن تتنازل عن حقها في المرور، ترى الضوء الأحمر، في حين أن المركبة التي تكون على يمين الأخرى، والتي لديها حقّ المرور، ترى الضوء الأخضر.

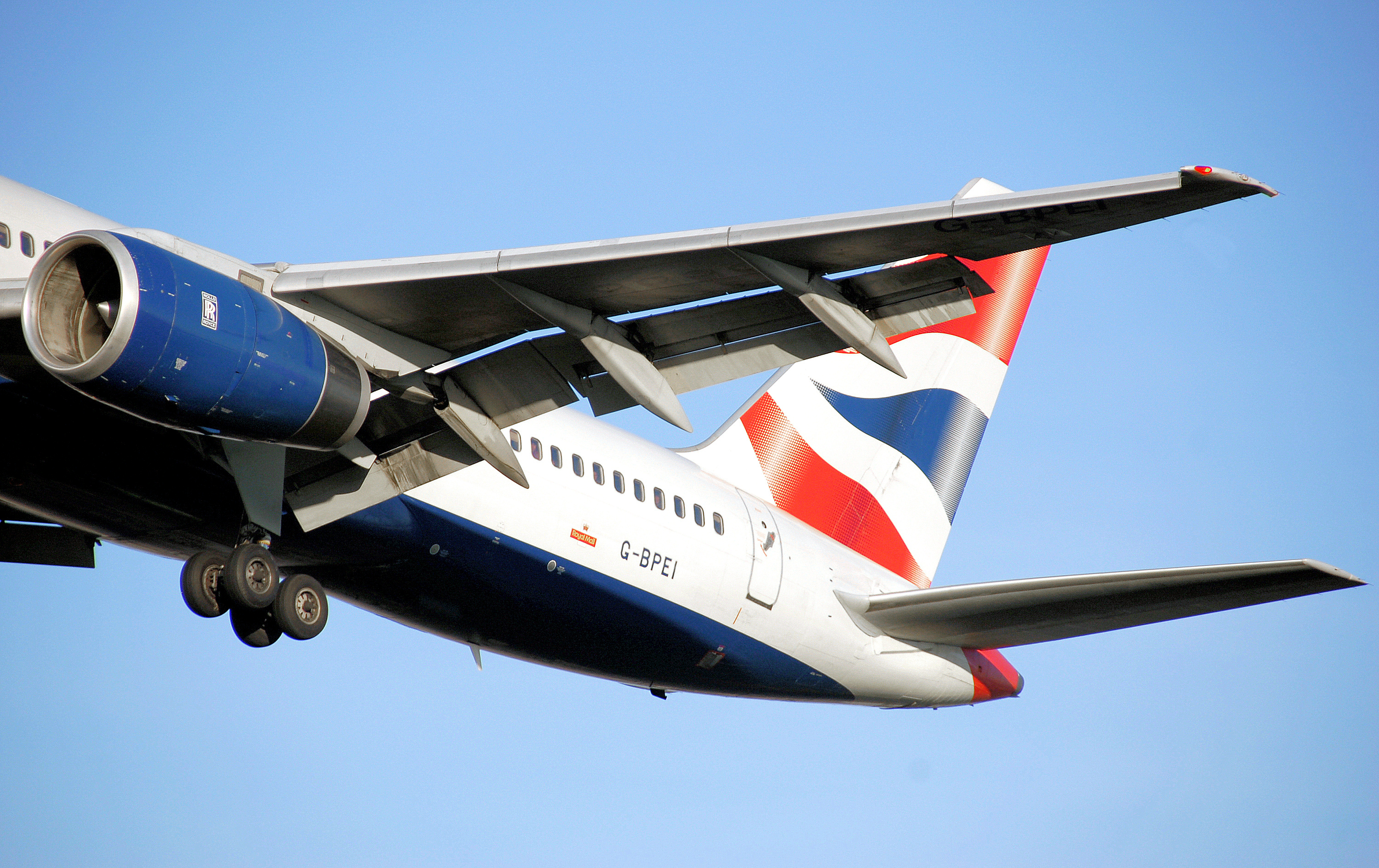
لحظة هبوط طائرة تابعة للخطوط الجويَّة البريطانية من طراز بوينغ 757-200، يحمل طرف الجناح الأيسر أضواء مِلاحة حمراء اللون.

- الأضواء الوَهَّاجة  - تكون على الطائرات بشكلٍ أساسي، وتُومض الأضواء الوهّاجة دَفقة عالية الشدة من الضوء الأبيض، حتى تُساعِد الطيَّارين الآخرين على التَعرُّف على موقع الطائرة في الحالات منخفضة الرؤية.

## أضواء الملاحة البحريَّة
في عام 1838 أصدرت الولايات المتحدة قانونًا يُلْزِم السُفن البُخارِيَة التي تُبحِر ما بين شروق الشمس وغروبها بوضع ضوء إشارة واحد أو أكثر، لكن لم يتِم تحديد كلٍ من اللون ومدى الرؤية والموقع.
وفي عام 1848، أصدرت المملكة المتحدة بعض اللوائح التي فرضت على المركبات البخارية إظهار أضواء جانبية باللونين الأحمر والأخضر بالإضافة إلى الضوء الأبيض أعلى السارِية. وفي عام 1849، قام الكونغرس الأمريكي بتوسيع هذه الشروط لِتشمل المراكب الشراعيَّة.
وفي عام 1889، دعت الولايات المتحدة الأمريكية إلى انعقاد أول اجتماع للمؤتمر البحري الدولي لبحث وضع لوائح لتَفادي التصادُمات. وتَرتب على ذلك أن وافقت الولايات المتحدة الأمريكية عام 1890 على قوانين مؤتمر واشنطن وأصبحت سارية المفعول دوليًا في عام 1897. وقد تضمَّنت هذه القوانين إلزام السُفُن البُخاريَّة على حَمْل ضوء آخر أعلى السارية.
كما أوصى المؤتمر الدولي لسلامة الحياة في البحار في عام 1984 بضرورة وضع ضوء اضطراري ثانٍ أعلى السارِية فقط للمركبات الآلية التي تصل طولها إلى أكثر من 150 قدمًا وألزمت تقريبًا كل المركبات بحمل ضوء ثابت في مؤخرة السفينة. ولم تتغير هذه اللوائح كثيرًا منذ ذلك الوقت.

تأسَّست اللوائح الدولية لتَفادي التصادُمات في البحر في عام 1972 وحدَّدت شروط أضواء الملاحة الضرورية للمراكب.

### الإضاءة الأساسية
لتجنُّب التصادمات، تقوم المركبات بتركيب أضواء الملاحة التي تُتيح للمركبات الأخرى تحديد طِراز المركب والزاوية النسبية لها وبعد ذلك تُقَرِّر إذا كان هناك احتمال لخطر التصادُم. وبوجهٍ عام، فإنه يجب على المراكب الشراعية حَمل ضوء أخضر يسطع من الأمام مباشرةً وحتى درجتين من (22½°) خلف العارِضة (خلف: نحو المؤخرة/بالقرب من الكوثل/نحو مؤخرة السفينة) الموجودة على ميمنة السفينة (الجانب الأيمن من منظور شخص مُوجود على ظهر السفينة ويُواجه المُقدِّمة)، وأيضًا ضوء أحمر يَمْتد من الأمام مباشرةً وحتى درجتين من خلف العارِضة الموجودة في الجانب الأيسر وضوء أبيض يسطَع من جهة الكوثل (أي مؤخرة السفينة) وحتى درجتين من خلف العارِضة الموجودة على كلا الجانبين. أمَّا بالنسبة للمركبات الآلية، فبالإضافة إلى الأضواء السابِق ذكرها، يجب عليها أن تحمِل إمَّا ضوءًا أبيض واحدًا أو اثنين أعلى السارِية (حسب طولها) يسطع من الأمام وحتى درجتين من خلف المؤخرة على الجانبين. وإذا كانت المركبة تحمل ضوءين أعلى السارِية إذن ينبغي أن يكون الضوء الخلفي أعلى من الأمامي. ويُمكن للزوارق التي تبحر في المناطق المُزدحمة أن تحمل مصباحًا وامضًا أصفر اللون لزيادة مدى الرؤية خلال النهار أو الليل.

### أضواء ذات أهميةٍ خاصة
بالإضافة إلى الأضواء الحمراء والخضراء والبيضاء المُنبعثة، يمكن استخدام مجموعة من أضواء السارِية الحمراء والخضراء والبيضاء الموضوعة على سارِية أعلى من كل تلك الأضواء المُنبعثة ويمكن مشاهدتها من كل الاتجاهات؛ لتحديد نوع السفينة أو الخدمة التي تقوم بها. انظر «الدليل السريع» في الوصلات الخارجية.
- تُظهر السُفن التي تكون بالمرسى ضوء إرساء واحدًا أو اثنين (بناءً على طول المركبة) يُمكن رؤيته من جميع الاتجاهات. وإذا ظهر الضوءان معًا، يكون الضوء الأمامي في مكانٍ أعلى من الضوء الخلفي.
- أمَّا القوارب «الصغيرة»، فليست مُلزمة بحمل أضواء ملاحة ويكفي فقط أن تستعمل مِشعَلاً يُحمل باليد.

## أضواء الملاحة الجوية
تُوضع أضواء الملاحة الجوية بطريقةٍ مُشابهةٍ للمركبات البحرية، حيث يُوضع ضوء ملاحة أحمر اللون على طرف الجناح الأيسر الموجود على الحافة الأمامية لجناح الطائرة بالإضافة إلى ضوء أخضر على طرف الجناح الأيمن الموجود على الحافة الأمامية لجناح الطائرة. بينما يوجد ضوء الملاحة الأبيض في مؤخرة الطائرة بقدر المُستطاع على ذيل الطائرة أو على كل طرف من الجناح. أمَّا الأضواء الوَهَّاجة، تكون موجودة على الطائرة لتُساعد في تجَنُّب وقوع أي تصادُم.
من الضروري إشعال أضواء الملاحة في مجال الطيران المدني من أول غروب الشمس وحتى شروقها. كما تُعتبر الأضواء الوهَّاجة البيضاء عالية الشدّة جزءًا من نظام الضوء المُقاوم للتصادُم، بالإضافة إلى منارة الطيران الدوّارة التي تكون باللونين الأحمر والأبيض. ويُعد نظام الضوء المُقاوِم للتصادُم (سواء كانت الأضواء الوهَّاجة أو المنارة الدوَّارة) أحد الشروط الواجب توافرها في جميع الطائرات التي تم تصنيعها بعد 11 مارس 1996 من أجل كل نشاطات الطيران التي تكون فيها الرؤية سيئة، ويُنصَح به عند الرؤية الجيدة عندما لا يلزم فقط سوى الأضواء الوهاجة والمنارة. ومثال على ذلك: ما يحدث قبل عملية دفع الطائرات للخلف، (الدفع والبداية) حيثُ تكون أضواء المنارة مطلوبة لإخطار الطاقم الأرضي باستعداد المُحرِّكات للبدء في التشغيل. وتبقى أضواء المنارة تلك مُضاءة طوال فترة الرحلة. بينما في مُدرَّج الطائرة، تكون الأضواء التي تستخدمها الطائرة أثناء السير على المُدرَّج جاهزة لتنشيطها. وعندما تصل الطائرة إلى المدرج، يتم إغلاق أضواء المدرج بينما تُنشط أضواء الهبوط والأضواء الوهّاجة. وبعد أن تتجاوز الطائرة عشرة آلاف قدم (أو FL100) تُصبح أضواء الهبوط غير ضروريّة ويُمكن للطيار إغلاقها كما يحلو له. وتحدث نفس الدورة عند الهبوط، لكن بترتيب عكسي. كما توجد أضواء أخرى غير ملاحية وتكون على الطائرات التجاريّة المدنية المُخصَّصة لنقل الركاب. ومن ضمنها أضواء الشِعار، التي تُضيء شِعار الشركة الموجود على نهاية ذيل الطائرة. ويُعد إشعال هذه الأضواء أمرًا اختياريًا، إلا أن مُعظم الطيَّارين يقومون بتشغيلها أثناء الليل لزيادة مدى الرؤية لطائرةٍ أخرى. علاوة على ذلك، فإن طائرات نقل الركاب الحديثة تحتوي على أضواء على الجناح. وتقع هذه الأضواء على الجانب الخارجي أمام غطاء المُحرِّكات الموجود على جسم الطائرة. وليس من الضروري إشعال هذه الأضواء، لكن في بعض الحالات يقوم الطيّارون بإشعالها لفحص المُحرِكات وأيضًا عند صعود الركاب على متن الطائرة وذلك لتحقيق رؤية أفضل للأرض المُجاورة للطائرة.

## وصلات خارجية
- Mnemonics for light pattern recognition
- Pontoon Boat Lighting